# Belogorsk (Crimeia)
Belogorsk ou Bilohirsk (em ucraniano: Білогірськ; em russo: Белого́рск; em tártaro da Crimeia:  Qarasuvbazar) é uma cidade da Ucrânia. Tem 5,42 km² de área e sua população em 2014 foi estimada em 16.354 habitantes.